# Chrysocale fletcheri
Chrysocale fletcheri là một loài bướm đêm thuộc phân họ Arctiinae, họ Erebidae.